# Fetișismul picioarelor

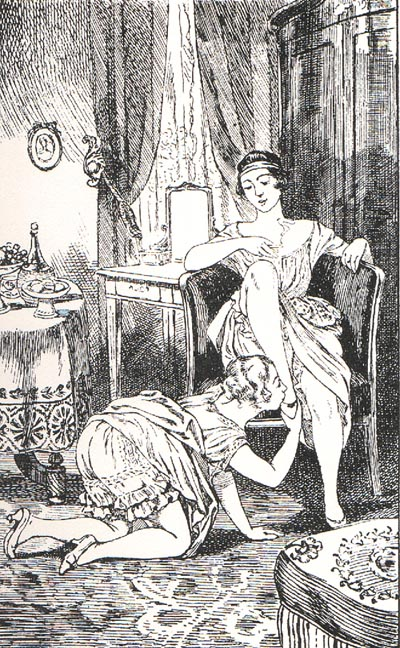
Contesa cu biciul, Martin van Maële

Fetișismul picioarelor, cunoscut si ca foot partialism sau podophilia, presupune un pronuntat interes sexual pentru picioare. Este cea mai des intalnita formă de fetișism sexual pentru obiecte sau părți ale corpului care nu sunt sexuale. 

## Caracteristici și fetișuri conexe
Foot fetishismul a fost definit ca un interes sexual pronuntat pentru picioare. Pentru un fetișist al picioarelor, punctele de atracție pot include forma și marimea picioarelor și a degetelor (de ex. degetele lungi, degetele de la picioare scurte, unghiile de la picioare vopsite, unghiile de la picioare scurte sau lungi, tălpile etc.), bijuterii (de ex. inel pe degetul de la picior, bretele etc.), tratamente (cum ar fi masarea, spălarea picioarelor partenerului sau vopsirea unghiilor de la picioare), rochie fara pantofi (desculț, slapi, balerini, sandale, tocuri înalte  hosiery, socked feet, etc.), foot odor or sensory interaction
Extensiile acestui fetiș includ shoe fetishism|pantofi, șosete, olfactofilie (fetișism pentru miros) și gâdilare. Sigmund Freud a considerat, de asemenea, orice foot binding ca o formă de fetișism, cu toate ca acest punct de vedere a fost contestat.
Fetișismul mirosului (care apartine mirosului picioarelor) joaca un rol major în fetișismul picioarelor și este strâns legat de acesta: într-un studiu din 1994, 45% dintre cei cu foot fetish s-a descoperit că sunt excitați de șosete mirositoare sau picioare, făcându-l una dintre cele mai răspândite forme de olfactofilie. 
In cazuri extreme, o persoana cu un pronuntat interes sexual pentru picioare poate fi diagnosticata cu tulburare de fetisism (care consta in erotizarea obiectelor si a partilor corpului), daca acestea corespund cu urmatoarele simptome :
- Experimentarea unor fantezii, impulsuri sau comportamente recurente care trezesc sexual, care implică utilizarea obiectelor pe o perioadă de cel puțin șase luni.
- Aceste fantezii, dorinte sau comportamente provoacă un stres foarte puternic într-un mediu social, profesional sau personal.
- Obiectele fetiș nu sunt limitate doar la articole de îmbrăcăminte pentru femei folosite în cross-dressing sau dispozitive utilizate pentru stimularea genitală.

## Frecvența relativă
Pentru a estima frecvența relativă a fetișurilor, în 2006 cercetătorii de la Universitatea din Bologna au examinat 381 de discuții pe internet ale grupurilor de fetișuri, la care participaseră cel puțin 5.000 de oameni. Cercetătorii au estimat prevalenta diferitelor fetișuri pe baza următoarelor elemente:
- (a) numărul grupurilor de discuții dedicate unui anumit fetiș
- (b) numarul de persoane care participa intr-un grup
- (c) numarul de mesaje trimise.

S-a ajuns la concluzia că cele mai frecvente fetișuri au fost pentru părțile corpului sau pentru obiectele asociate de obicei cu părțile corpului (33% și, respectiv, 30%). Dintre persoanele care preferă părțile corpului, picioarele și degetele de la picioare au fost preferate de cel mai mare număr, 47% dintre oameni le preferă.. Dintre persoanele care prefera obiecte care au legatura cu partile corpului, 32% au fost in grupuri care vorbeau despre incaltaminte (pantofi, cizme etc.). 
Fetișismul piciorului este cea mai des intalnita formă de fetiș sexual legat de corp.
În august 2006, AOL a lansat o bază de date cu termenii de căutare trimiși de abonații lor.Clasand doar frazele car contin cuvantul "fetish", s-a descoperit ca cea mai comuna cautare a fost pentru picioare.
Numărul participărilor la site-urile fetiș a crescut exponențial în ultimii ani, după cum indică unele site-uri specializate în fetiș.Printre cele mai bine vândute articole fetiș de pe Amazon, piciorul fals rămâne un obiect de cult
BDSM și dominația pot avea o corelație puternică, deoarece un procent ridicat de entuziaști ai fetișului piciorului au, de asemenea, o predispoziție de a se supune și de a fi dominat de o femeie și, în plus, o adoră, o slujesc în toate privințele. Apropape toate modelele care au facut foot fetis cu clientii lor, primesc cereri de la sclavii care se închină piciorului unei femei, asumându-și o poziție supusă față de ea, de multe ori îngenunchind în fața ei.
Fetișismul picioarelor poate fi mai des intalnit la bărbați decât la femei. Cercetatorii care au folosit o agentie de sondaj pentru a efectua un studiu asupra populatiei generale in Belgia, au constatat ca din 1027 de repondenti, 76 de barbati (7%) si 23 de femei (4%) au răspuns „Sunt de acord” sau „Sunt total acord” cand au fost intrebati daca sunt interesati sa faca foot fetish.

## Cauze
La fel ca si in cazul altor forme de fetișism sexual, nu s-a stabilit încă un consens cu privire la cauzele specifice ale fetișismului piciorului. Deși există multe lucrări pe această temă, concluziile lor sunt adesea considerate ca fiind extrem de speculative. 
Fetișismul picioarelor este considerat ca este cauzat de picioare și organele genitale care ocupă zonele adiacente ale cortexul somatosenzorial, implicând eventual o diafragmă neuronală între cele două. Neurolog V. S. Ramachandran a remarcat persoane cu membre amputate care raportează orgasme în picioare.
Desmond Morris a considerat fetișismul piciorului rezultatul imprimare la o vârstă fragedă, presiunea tactilă a unui picior/pantof avand o importanta foarte mare in acest caz. Desmond Morris, The Naked Ape Trilogy (1994) p. 279-80
Si in opera lui Freud despre fetișismul picioarelor, acesta a facut referire la imprimarea timpurie, dar el a considerat mirosul picioarelor semnificativ în acest sens, precum și piciorul ca simbol al penisului/surogat (complex de castrare, mai ales atunci când este întâlnit în timp ce explorează voyeurist corpul feminin de jos). Otto Fenichel a văzut în mod similar frica de castrare ca fiind semnificativă în cazul fetișismul picioarelor, citând un viitor fetișist care, în adolescență, și-a spus „Trebuie să vă amintiți acest lucru de-a lungul vieții - că și fetele au picioare”, pentru a se proteja pe sine de aceastafrică. Atunci cand frica de corpul feminin (castrat) este prea mare, se simte dorința nu pentru pantofii de pe picioarele femeii, ci doar pentru pantofii de damă, fără femei.
Georges Bataille a văzut atractia fata de picioareca avand o legatura cu bazilitatea lor anatomică (abjecție). 

### Sănătate și boli
Unii cercetători au emis ipoteza că fetișismul piciorului crește ca răspuns la epidemiile bolile cu transmitere sexuală. Într-un studiu, realizat de Dr. A James Giannini in Ohio State University, s-a observat un interes crescut pentru picioare ca obiecte sexuale în timpul marii epidemii de gonoree din Europa secolului al XII-lea și epidemiei de sifilis  din secolele XVI și XIX, în Europa. În același studiu, frecvența reprezentărilor foot fetis în literatura pornografică a fost măsurată pe un interval de 30 de ani. S-a observat o creștere exponențială în perioada actuală epidemia de SIDA. In aceste cazuri, footplay-ul sexual a fost vazut ca o alternativa la safe sex. Cu toate acestea, cercetătorii au remarcat si faptul că epidemiile acestea s-au suprapus unor perioade de relativă emancipare feminină.

## Societate și cultură
Unele dintre primele referiri la fetișismul picioarelor apar în poeziile erotice „Pentru o femeie desculță” și „Pentru un băiat descălțat” atribuite scriitorului grec antic Philostratus. O altă referire la foot fetiș este făcută de Bertold de Regensburg în 1220. F. Scott Fitzgerald a fost descris de una dintre amantele sale ca un fetișist al picioarelor, iar el însuși s-a referit la o „rușine freudiană legată de picioare".
Actorul Idris Elba a recunoscut în interviurile din 2013 că are un fetis pentru picioare, de exemplu, în 2016, a declarant pentru revista din UK   Esquire  "Am un fetiș al picioarelor. Picioarele femeilor ", si a raspuns afirmativ la intrebarea legata de foot fetis in timp ce era conectat la poligraf pentru   Vanity Fair  în 2019. Printre vedetele contemporane care au spus intervievatorilor: „Am un fetiș al piciorului” (sau un raspuns asemanator) se numara Brooke Burke,  Enrique Iglesias, Tommy Lee, Ludacris, Ricky Martin, and Todd Phillips.
În 2020, un grup de artiști a lansat „Acest picior nu există”, un proiect care folosește rețea contradictorie generativă pentru a genera noi „imagini de picior” prin mesaje tex la cerere 